# بیاند اینترنشنال
بیاند (انگلیسی: Beyond) شرکت سرگرمی استرالیایی است، که در سال ۱۹۸۴ تأسیس شد.